# Prima Categoria (1909)
Prima Categoria 1909 (z wł. Pierwsza Kategoria) – 12. edycja najwyższej w hierarchii klasy mistrzostw Włoch w piłce nożnej, organizowanych przez FIF, które odbyły się od 10 stycznia 1909 do 25 kwietnia 1909. Mistrzem został Pro Vercelli, zdobywając swój drugi tytuł.

## Organizacja
Liczba uczestników została powiększona z 4 do 9 drużyn. Początkowo turniej nie przyznawał tradycyjnego tytułu "mistrza Włoch", którego spodziewano się po równoległych Mistrzostwach Pierwszej Kategorii w 1909 roku (wł. Campionato Italiano di Prima Categoria), jak to było w poprzednim sezonie. Zwycięzca Federalnych Mistrzostw Pierwszej Kategorii (wł. Campionato Federale di Prima Categoria) otrzymywał tytuł "Federalnego Mistrza Włoch". Jednak zwycięstwo Pro Vercelli, klubu gimnastycznego złożonego wyłącznie z włoskich zawodników, przewyższającego także kluby piłkarskie, czyli drużyny z członkami i zawodnikami obcokrajowcami, które przeprowadzały bojkot mistrzostw Włoch, przesądziło a posteriori o ich legalności i uznaniu Federalnego Mistrza Włoch Pro Vercelli jako absolutnego mistrza kraju przez FIF (który w międzyczasie stał się nazywać FIGC).
W równoległych Mistrzostwach Włoch Pierwszej Kategorii wzięło udział 5 klubów (Andrea Doria i Juventus-mistrz, Piemonte, Milanese, Vicenza).

## Kluby startujące w sezonie
| Klub           | Miasto   | Region             |
| -------------- | -------- | ------------------ |
| Andrea Doria   | Genua    | Liguria            |
| Genoa          | Genua    | Liguria            |
| Internazionale | Mediolan | Lombardia          |
| Juventus       | Turyn    | Piemont            |
| Milan          | Mediolan | Lombardia          |
| Milanese       | Mediolan | Lombardia          |
| Pro Vercelli   | Vercelli | Piemont            |
| Torino         | Turyn    | Piemont            |
| Venezia        | Wenecja  | Wenecja Euganejska |

## Eliminacje

### Piemont

#### Pierwsza runda
10 stycznia
Torino – Juventus 1:0
17 stycznia
Juventus – Torino 3:1
24 stycznia
Torino – Juventus 1:0

#### Druga runda
7 lutego
Pro Vercelli – Torino 2:1
14 lutego
Torino – Pro Vercelli 0:1
awans: Pro Vercelli

### Lombardia
| #  | Klub           | M | Zw. | Rem. | Por. | BR | BS | +/- | Pkt. |
| -- | -------------- | - | --- | ---- | ---- | -- | -- | --- | ---- |
| 1. | Milanese       | 2 | 2   | 0    | 0    | 5  | 1  | +4  | 4    |
| 2. | Milan          | 2 | 1   | 0    | 1    | 3  | 4  | -1  | 2    |
| 3. | Internazionale | 2 | 0   | 0    | 2    | 2  | 5  | -3  | 0    |

10 stycznia
Milan – Internazionale 3:2
17 stycznia
Milanese – Milan 3:1
24 stycznia
Internazionale – Milanese 0:2

### Liguria
17 stycznia
Andrea Doria – Genoa 1:1
7 lutego
Genoa – Andrea Doria 3:3
21 lutego
Andrea Doria – Genoa 1:2
awans: Genoa

### Wenecja
awans: Venezia

## Półfinały

### Lombardia – Wenecja
21 lutego
Venezia – Milanese 0:2
21 marca
Milanese – Venezia 11:2

### Piemont – Liguria
21 marca
Pro Vercelli – Genoa 3:2
27 marca
Genoa – Pro Vercelli 1:1

## Finał
4 kwietnia
Pro Vercelli – Milanese 2:0
28 kwietnia
Milanese – Pro Vercelli 1:1
Ostatni mecz Pro Vercelli rozegrał w składzie: Innocenti, Binaschi, Servetto, Ara, Milano I, Leone, Milano II, Visconti, Fresia, Rampini I, Corna.